# شهرستان هوایوان
شهرستان هوایوان (به لاتین: Huayuan County) یک منطقهٔ مسکونی در چین است که در ولایت خودمختار شیانگشی توجیا و میائو واقع شده‌است. شهرستان هوایوان ۱٬۱۱۱٫۱۲ کیلومتر مربع مساحت و ۲۸۸٬۰۸۲ نفر جمعیت دارد.